# Галлу
Галлу (від шумер. 𒋼𒇲 gal.la; аккад. gal.lûm) — в ассирійській та вавилонській міфології група хтонічних демонів, які населяли підземний світ. За переказами галлу «нічого не їдять, нічого не п'ють, а лише знищують» і саме вони викрадають Тамуза в підземний світ.

## Міфологія
У шумерській міфології демони галлу були посланцями і сімома слугами володарки підземного царства Ерешкігаль. Вони були єдиними істотами які могли переходити із потойбіччя до світу живих. Окрім того вони були непідкупні, не потребували їжі чи води, та не мали сексуального потягу. Хоча іноді вони живляться людською кров'ю. Зазвичай їх зображували як чудовиськ із іклами та пазурами, а також вони іноді використовували бойові сокири. Іноді вони виходили до світу живих і катували людей, а іноді забирали їх із собою. Вважалося, що вони найбільше за все ненавиділи дітей.
Демони галлу є основними дієвими особами циклу міфів про смерть Тамуза. В них йдеться про те як Тамуз намагається уникнути смерті (зазвичай перетворюється на газель і ховається у різних поселеннях), проте галлу таки вдається вхопити його і заховати до потойбіччя. Його сестра Гештінанна дізнається про місце перебування брата і домовляється щоби підміняти його кожні пів року (порівняйте міф ппро Афродіту та Адоніса), щоби він міг повертатися до світу живих.
Вони також супроводжують богиню Інанну в її мандрівці до потойбіччя в міфі «Сходження Інанни в Іркаллу». Проте щоби повернутися назад Інанна мусить віддати когось замість себе і вона віддає свого коханого – Тамуза. У деяких версіях міфу галлу виступають слугами Енкі, яких той направляє щоби врятувати Інанну. Так, Ерешкігаль вбиває свою сестру і галлу вмовляють її віддати їм тіло, а самі оживляють богиню і повертають її назад. У ранніх версіях міфу галлу наділені здібністю говорити і виступають як окремі божества.
Спочатку слово gal.la могло означати «могутній», а вже згодом стало позначати вид демонів і використовуватися як негативний прикметник. Наприклад, Ашшурбаніпал саме так називає свого ворога Темпті-Хумбан-Іншушинака.